# اغویسهایم
اغویسهایم هي بلدة تقع في إقليم الراين الأعلى في منطقة غراند إيست شمال شرق فرنسا.